# Ágnes Vanilla
Ágnes Vanilla (bekannt in Ungarn auch als Ágnes, bürgerlicher Namen Ágnes Frenyó; * 8. Oktober 1977 in Budapest) ist eine ungarische Sängerin.

## Leben
Ágnes schrieb mit elf Jahren Gedichte und mit 15 Jahren Musik. Ihre erste Musikgruppe Message gründete sie mit 16 Jahren. Das Debütalbum Örök nyár im Jahr 1999 bekam Gold. Sie veröffentlichte zwei Alben mit Gedichten zweier ungarischen Poeten, die in Ungarn den allerbesten Ruf haben: Attila József und Miklós Radnóti. Nach einem Tunesien-Aufenthalt bekam sie eine schwere tropische Krankheit, mit der sie drei Jahre gekämpft hat. Ihre Genesung hat sie im Juni 2008 mit einem zweieinhalbstündigen Konzert gefeiert.

## Diskografie
Alben
- 1999: Örök nyár
- 2001: Déjà Vu
- 2004: Csak egy éjszaka volt
- 2005: József Attila (zum 100. Geburtstag des Dichters)
- 2008: Férfiszóval (zweite und erweiterte Ausgabe des vorherigen Albums)
- 2008: A gömb
- 2011: A Lélek Aljából – Radnóti száz plusz egy